# Una bella grinta
Una bella grinta è un film del 1965 diretto da Giuliano Montaldo.

## Trama
Ettore Zambrini, giovane imprenditore bolognese, è proprietario di un piccolo laboratorio tessile, ma le sue ambizioni lo portano a investire in iniziative rischiose, come l'apertura di un nuovo stabilimento più grande. Man mano che la sua situazione finanziaria peggiora, la moglie Luciana se ne allontana e intraprende una relazione con uno studente. Ettore si rende conto di essere stato tradito e, scoperta l'identità dell'amante di sua moglie, aggredisce il suo rivale e lo uccide. Con altrettanta ferocia si sbarazza dei concorrenti ricorrendo a minacce e ricatti, riuscendo nel giro di un anno a conquistare l'agognata posizione sociale in città e a vedere il proprio nome sul nuovo stabilimento.

## Produzione
Gli esterni del film furono girati a Bologna. In una testimonianza rilasciata da Giuliano Montaldo nell'aprile 2023, il regista racconta di aver girato una sequenza nel delta ferrarese del Po, dopo un sopralluogo che gli aveva dato l'opportunità di conoscere questo territorio, nel quale volle poi ambientare anche alcuni suoi film successivi come Gli occhiali d'oro e L'Agnese va a morire